# Bårekulla
Bårekulla är en bebyggelse i Härryda kommun och Landvetters socken. Området avgränsades före 2015 till en småort för att därefter räknas som en del av tätorten Landvetter.
Området ligger vid Landvettersjön, en kilometer väster om orten Landvetter.